# Albert Hammond

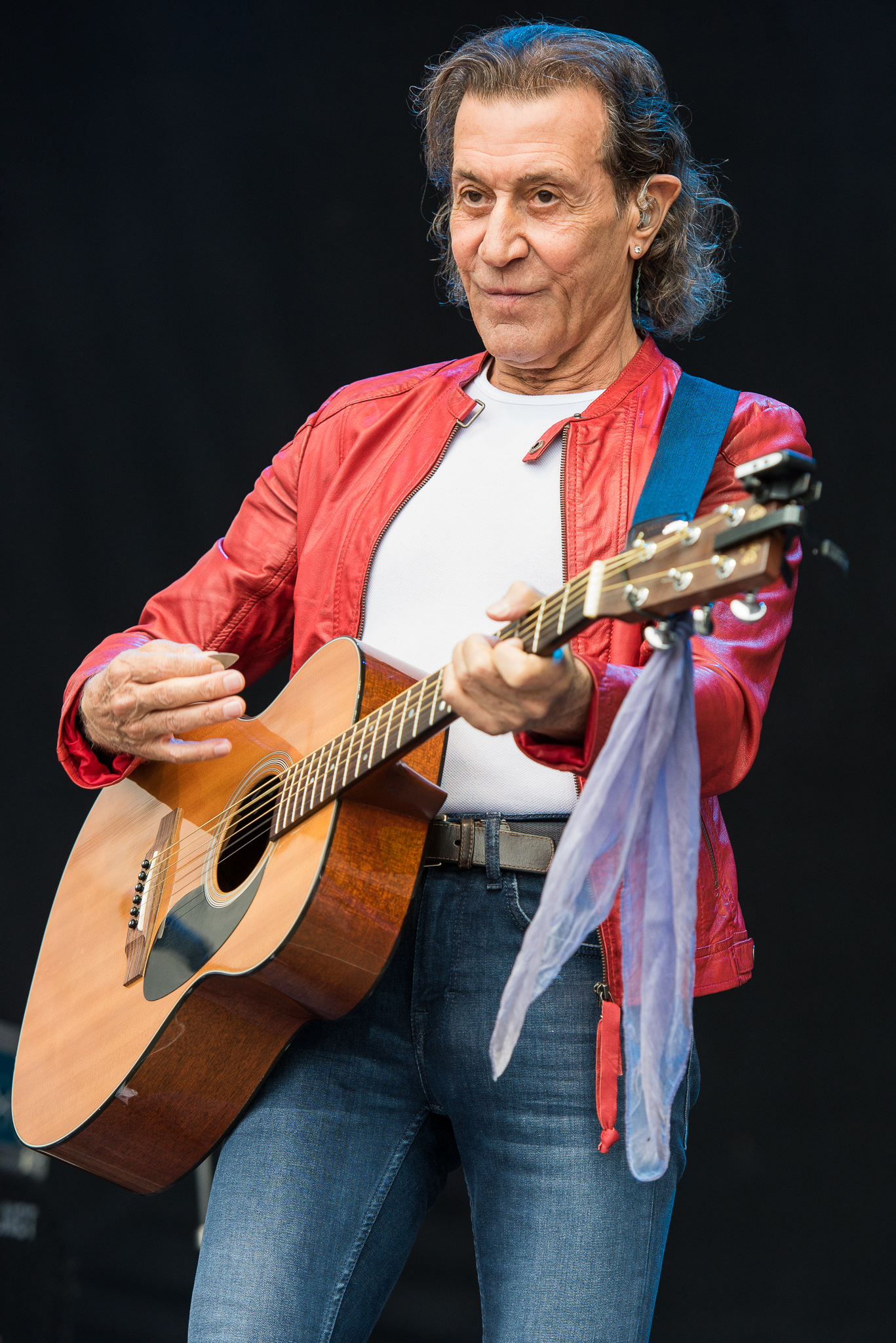
Albert Hammond - 2015

Albert Hammond, OBE (Londres, 18 de maig de 1944), és un cantant i compositor britànic. A més d'interpretar cançons en anglès i en espanyol, ha compost unes altres de gran èxit, que han cantat estrelles com Whitney Houston, Tina Turner, Julio Iglesias, Dolly Parton i Poncho Zuleta.

## Biografia i carrera
És un cantant, compositor i productor musical. Hammond és un dels compositors britànics més reeixits dels anys 1960 i 1970 i ha viscut una llarga i reeixida carrera com a intèrpret a causa de la seva popular producció en tres continents, en dos idiomes i al llarg de quatre dècades. Les seves primeres actuacions a Madrid van tenir lloc a les Matinales del Price en els anys 62 i 63 formant part del grup The Diamond Boys. Al seu costat també van néixer com a figures musicals Miguel Ríos, el grup Los Relámpagos i molts altres que van aconseguir una estabilitat professional.

### Naixement i primers èxits
Hammond va néixer a Londres, Anglaterra, on la seva família havia estat traslladada des de Gibraltar durant la Segona Guerra Mundial. La seva família va tornar a Gibraltar al cap de poc del seu naixement, lloc on ell va créixer. El 1960 es va iniciar en el camp de la música amb la banda gibraltarenya The Diamond Boys, que no va tenir un èxit comercial real però que va tenir un paper important en la seva introducció a la música popular espanyola. Els Diamond Boys van fer algunes presentacions en els primers clubs nocturns a Madrid, on van conviure bandes modernes al costat de pioners del rock and roll espanyol, com Miguel Ríos. El 1966 Hammond va ser cofundador del grup vocal britànic The Family Dog, la cançó A way of Life del qual va aconseguir el número 10 de les llistes del Regne Unit el 1969.
Hammond també va escriure algunes cançons per a altres intèrprets, amb el seu col·laborador freqüent, Mike Hazlewood. Aquestes van incloure: "Little Arrows" per a Leapy Lee, "Make me an Island" (1969),  "Give me that thing" pels Pipkins el 1970 (un "cover" de l'àlbum "The Freddie and the Dreamers - Oliver in the Overworld"); "Good morning freedom" per Blue Mink, "Freedom come, freedom go" per The Fortunes el 1971 i "The air that I breathe" que va ser tot un èxit per The Hollies el 1974. El 1971 Hammond va cantar en el quart àlbum de Michael Chapman, titulat Wrecked again, i va treballar breument amb The Magic Lanterns en enregistraments seus i de Mike Hazlewood.

### Als Estats Units
Més tard, Hammond es va traslladar als Estats Units, on va continuar amb la seva carrera professional com a músic, on es va donar a conèixer pels seus èxits dels setanta, produïts per Columbia per mitjà de la seva subsidiària Mums Records, com:
1. "It Never Rains in Southern Califòrnia"
2. "The Free Electric Band"
3. "I Don't Wanna Die in an Air Disaster"
4. "I'm a Train"
5. "Down by the River"

"It Never Rains in Southern Califòrnia" es va convertir en el número cinc en el American Billboard Hot 100 i va col·locar un milió de còpies venudes a tot el món, sent el primer d'una cadena de vuit senzills que es convertirien en èxits en els cinc anys següents. L'àlbum va incloure "Down by the River" i "If you gotta break another heart", que va ser gravat per Cass Elliot en una versió reescrita - i "The air that I breathe". Aquesta última va ser la cançó favorita de Hammond en aquest àlbum, i més tard es va convertir en el més important èxit internacional en mans de The Hollies.
Mentrestant, el següent àlbum de Hammond va ser The Free Electric Band (títol pres d'un musical que no va aconseguir a ser produït). El seu següent èxit, "I'm a train", va veure la llum en una etapa frenètica de la carrera de Hammond. Ell va produir enregistraments amb Johnny Cash ("Praise the Lord and pass the soup"), va col·laborar amb Richard Carpenter i John Bettis ("I need to be in love"), va escriure cançons amb Art Garfunkel, i com supbroducte d'aquest últim projecte, va gravar un tercer àlbum amb el mateix títol produït per Garfunkel i Roy Halee.
A mitjan setanta Hammond va treballar amb el productor i enginyer de so Phil Ramone i va col·laborar amb el lletrista Hal David, generant un senzill número u en les llistes de popularitat d'adults contemporanis amb "99 Miles from L.A.". La discogràfica, no obstant això, es va oposar al llançament d'aquest LP o del seu successor, When I need you, l'últim a ser llançat només quan Leo Sayer va generar un senzill amb la seva versió del títol de la cançó. "When I need you", coescrita per Hammond amb Carole Bayer Sager, va ser gravada per primera vegada per Hammond en el seu àlbum de 1976, amb el mateix títol. Produïda per Richard Perry, la versió de Leo Sayer va aconseguir el número 1 en les llistes de popularitat del Regne Unit durant dues setmanes al febrer de 1977, després de tres senzills propis que es van col·locar en el número 2. Considerat un èxit mundial, aquest va aconseguir el número 1 en el Billboard Hot 100 durant una setmana al maig de 1977.

### Últims anys
Hammond ha gravat diversos àlbums tant en anglès com en espanyol, interpretant les seves cançons en tots dos idiomes. El 1999 va ser condecorat "Cavaller l'Ordre de l'Imperi Britànic" (OBE) per la Reina Isabel II d'Anglaterra. Al 2005 Hammond va produir el seu primer àlbum britànic en diversos anys, titulat "Revolution of the heart", amb el senzill "This side of midnight". El seu fill, Albert Hammond Jr. és un reeixit músic, qui actua pel seu compte i és integrant i guitarrista de The Strokes.
Hammond va ser immortalitzat en una cançó de Half Man Half Biscuit en la seva pista de 1986 titulada "Albert Hammond Bootleg". El 19 de juny de 2008, Hammond va ser inclòs en el Saló de la Fama dels compositors.

## Altres crèdits de composició
- "When You Tell Me That You Love Me"
- "It Isn't, It Wasn't, It Ain't Never Gonna Be"
- "Through the Storm" - dueto amb Aretha Franklin i Elton John
- "Careless Heart" - coescrito amb Roy Orbison i Diane Warren
- "Once in a Lifetime" - coescrito amb Antonia Armato i Dennis Morgan
- "Just Walk Away"
- "Smokey Factory Blues" - escrit per Hammond i Hazelwood, i gravat per Johnny Cash en el seu àlbum John R. Cash. També gravat per Steppenwolf en l'àlbum Slow Flux.
- El gener de 2010 Hammond va estar produint material amb la cantant gal·lesa Duffy per al seu segon àlbum[1]

## Discografia
- 1973 It never rains in Southern Califòrnia
- 1973 The Free Electric Band
- 1974 Albert Hammond
- 1975 Canta els seus grans èxits en anglès i en espanyol
- 1975 99 Miles from L.A.
- 1976 My Spanish Album
- 1977 When I need you
- 1977 El meu àlbum de records
- 1978 Albert Louis Hammond
- 1979 A l'altre costat del sol
- 1981 Comprendre't
- 1981 Your world and my world
- 1982 Somewhere in America
- 1986 Hammond & West
- Songsmith
- 1990 The Best of Em
- 1996 Cobles and songs
- 2005 Revolution of the Heart
- 2010 Legend
- 2012 Legend II - Data de publicació prevista, 13 de novembre de 2012.[2]